# دیوار حائل کرانه باختری

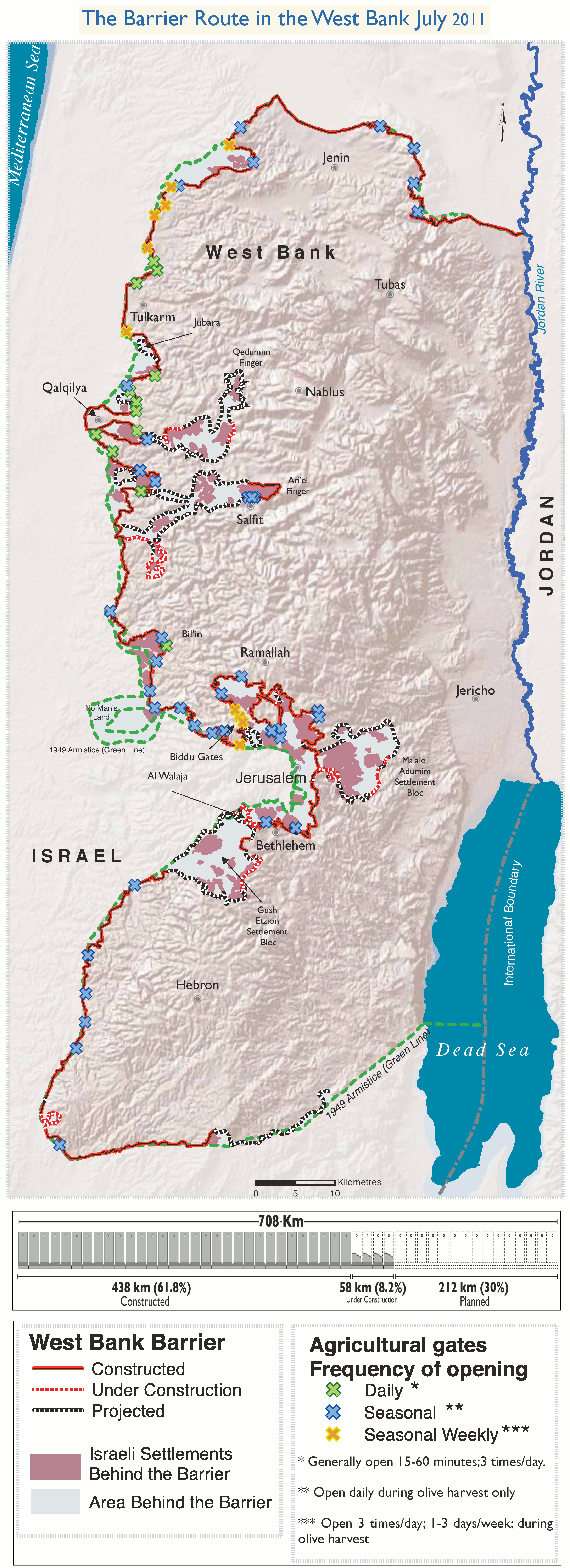
دیوار حائل در ژوئیه ۲۰۱۱

دیوار حائل کرانه باختری (به عبری: גדר ההפרדה) و به عربی جدار الفصل العنصری دیواری است به ارتفاع ۴٫۵ تا ۹ متر و طول کل آن ۷۰۸ کیلومتر (۴۴۰ مایل) است. اسرائیل در سال ۲۰۰۲ کار ساخت آن را در کرانه باختری رود اردن آغاز کرد. دولت اسرائیل مدعی‌ست: «این دیوار به دلایل امنیتی ساخته شده و هدف از ساخت آن جلوگیری از موج بمب‌گذاری‌های انتخاری به خاک اسرائیل است.»؛ ولی مقامات فلسطینی می‌گویند: «علت ساخت این دیوار، گرفتن زمین‌های بیشتر از فلسطینیان است».
۹۹ درصد دیوار حائل نه در مرز میان دو کشور، بلکه در کرانه باختری واقع شده و برخی شهرک‌های یهودی‌نشین داخل خاک فلسطین را هم در بر می‌گیرد. دیوان بین‌المللی دادگستری این دیوار را در مناطقی که وارد قلمرو فلسطینیان می‌شود، غیرقانونی اعلام کرد.